# Culture de la Guinée

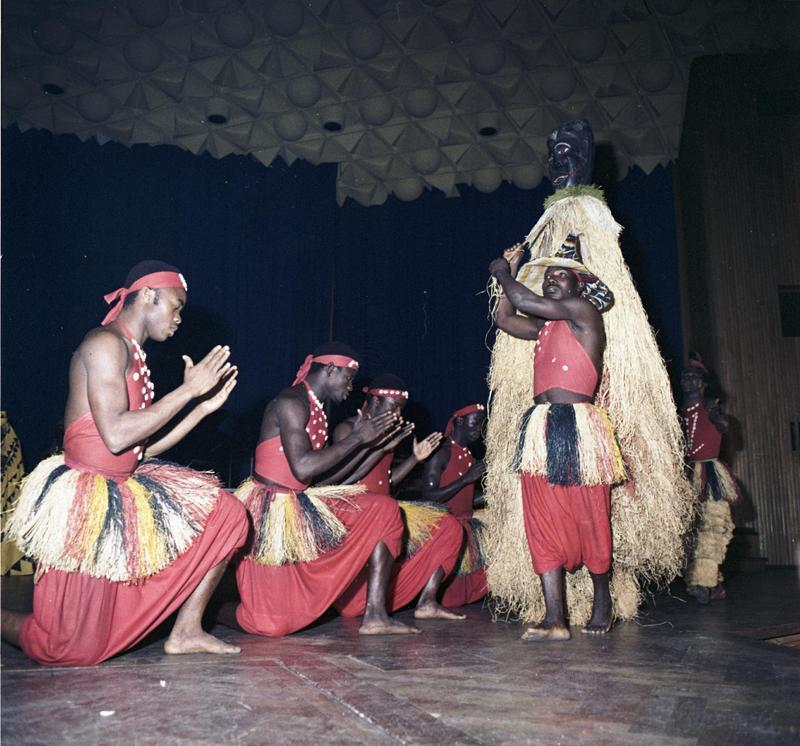
Ballet national de Guinée (1962)

La culture de la Guinée, pays d'Afrique de l'Ouest, désigne d'abord les pratiques culturelles observables de ses 14 000 000 d'habitants (estimation 2022).

## Histoire de l'évolution culturelle de la Guinée
La diversité et la complémentarité de ses écosystèmes naturels, le brassage de populations ayant, à l’origine, des activités et des pratiques sociales et culturelles différentes et une singulière histoire politique expliquent la richesse exceptionnelle de la culture guinéenne.

### La culture des communautés durant la période pré-coloniale
Les hauts plateaux de la Haute Guinée furent à la fois le berceau et le foyer de l’expansion des grands empires et royaumes mandingues – Ghana, Soso, Mali et, dans une moindre mesure en ce qui concerne la Guinée, Songhaï. Niani, la première capitale de l’empereur Soundiata Keïta, fondateur de l’Empire Mandingue, se trouvait dans la région de l’actuelle préfecture de Mandiana. La Charte du Manden (1212) figure parmi les toutes premières déclarations connues de l’histoire de l’humanité fondant l’État sur la personne humaine universelle.
Le Royaume théocratique peuhl, sous le couvert de l’islamisation des populations de la région, fit du Foutah Djallon au XVIIIe siècle le foyer d’une aire civilisationnelle et culturelle originale par ses modes d’expression institutionnelle, intellectuelle et spirituelle. Sa littérature en particulier y connaît un rayonnement aujourd’hui reconnu de portée universelle, avec ses maîtres dont de Thierno Mohammad Samba Mombéya et Tyerno Aliou Boubha Dyan.
En Guinée Maritime et en Guinée forestière, des États et Royaumes, fortement structurés et organisés sur des bases communautaires, parviendront, tout le long de l’histoire, à sauvegarder leur autonomie et une identité culturelle originale. Les savoirs locaux, les masques, statues et instruments de percussion des Baga, des Kissi et des autres communautés du littoral et de la Guinée Forestière ont une notoriété internationale et une source d’inspiration pour les artistes modernes, africains ou étrangers. Les polyphonies et les polyrythmies des musiques et danses des populations de ces régions, aujourd’hui partagées par toute l’Afrique de l’Ouest, enrichissent « la world music » internationale. C’est cette culture traditionnelle qui fait la richesse et la diversité de la culture nationale guinéenne. Elle reste vivante grâce aux communautés qui la conservent et qui continuent de s’exprimer par leur biais, en dépit de toutes sortes de contraintes sociales, politiques et économiques qui pèsent sur cet héritage et sa transmission.

### La culture guinéenne durant la période coloniale
En plaçant les communautés sous la même autorité administrative sur un territoire arbitrairement découpé, la colonisation va accélérer le brassage des populations et de leurs cultures spécifiques. Elle va surtout contribuer à l’émergence d’une autre composante de la culture guinéenne actuelle, d’inspiration européenne, à travers deux institutions majeures, l’Église et l’École. La culture traditionnelle était et reste encore très largement orale, bien que des formes d’expression écrite très élaborées n’en soient pas absentes. La colonisation va introduire, systématiser et développer une culture d’expression écrite. La culture traditionnelle, bien évidemment, avait pour véhicule de son oralité les langues parlées par les populations, bien qu’il ne faille pas, là également, oublier l’influence de l’arabe. La colonisation va introduire une langue étrangère de communication, écrite et parlée par une petite élite (le français). La culture traditionnelle était une culture essentiellement endogène, bien qu’il ne faille pas négliger les contacts de civilisations qui se sont développées durant la période pré-coloniale. La colonisation va introduire des valeurs, des formes, des modèles et des moyens d’expression culturelle radicalement différents, découlant de, et renforçant, la domination de la civilisation occidentale et du capitalisme européen. La poésie, le théâtre et le roman en langue française deviennent le mode d’expression culturelle des nouveaux intellectuels guinéens. La valse, la polka et la mazurka, jouées par des musiciens utilisant des instruments de musique d’origine européenne, en premier lieu la guitare, le banjo et l’accordéon, font danser dans des salles fermées l’élite européenne et indigène, habillée et coiffée selon les modes métropolitaines.

### La culture guinéenne durant la Première République
La Première République (1958-1984) saura utiliser cette richesse et cette diversité pour développer une politique culturelle visant l’affirmation de la personnalité et de l’identité de la nation guinéenne et la construction d’une nation dans le moule du Parti-Etat. De cette période datent les grandes institutions et organisations de masse qui seront le véhicule et le cadre d’expression à la fois de l’idéologie du Parti et de la culture populaire nationale. De grandes rencontres culturelles de masse, à l’occasion en particulier de Quinzaines Artistiques qui culminent, tous les deux ans, en un Festival National des Arts et de la Culture, mobilisent quasiment toute la population, du plus petit village jusqu’à la capitale, procédant par une sélection pyramidale des meilleurs : orchestres modernes et ensembles traditionnels, troupes d’art dramatique, ballets, peinture, artisanat, cinéma, etc., la quasi-totalité des formes, supports et genres d’expression culturelle sont ainsi solidement encadrés de la base au sommet et subventionnés par l’organisation politique du Parti-Etat. Cette organisation fait de la Guinée le foyer d’une effervescence culturelle dont le rayonnement dépasse rapidement le cadre du territoire national pour atteindre les scènes internationales. Les artistes guinéens remportent un grand nombre de prix, à l’occasion par exemple des festivals panafricains (Alger, Tunis, Lagos) et mondiaux (Berlin, Moscou, Cuba) tout en restant également très présents sur les scènes occidentales (New York, Paris, Tokyo, etc.). Il convient cependant de noter, face à cette effervescence des arts de la scène, un plus faible dynamisme des arts d’expression individuelle comme la littérature, en particulier le roman, phénomène qui s’explique probablement par la mission d’abord de mobilisation collective que le régime avait assignée à la culture.

### La culture guinéenne durant la Deuxième République
Le changement de régime en 1984, supprimant d’un seul coup les structures du PDG, et l’option pour un régime libéral et pluraliste, eurent pour conséquence, dans le domaine de la culture, de créer d’abord un vide institutionnel, juridique et organisationnel qui ne sera plus ou moins comblé que progressivement. Un nouveau champ culturel commence alors à se constituer sur la base de principes, de mode d’organisation et de modes de gestion fondés sur libéralisme économique et les libertés individuelles d’expression et d’association. Sous le couvert de la privatisation et des programmes d’ajustement structurel (PAS) mis en œuvre à partir des années « 90 ». Les quelques industries culturelles existantes, notamment les entreprises d’État du secteur de la culture (Syli Film, Syli Cinéma, pour le cinéma, Syli Photo pour la photographie, Syliphone (pour la production de disques), l’Imprimerie Nationale Patrice Lumumba et l’Imprimerie de l’Education et de la Culture, Libraport pour l’importation du livre) sont quasiment abandonnées.
Cependant, la constitution d’un secteur privé et associatif de la culture ouvre de nouvelles perspectives. L’écriture poétique et romanesque connaît un plus grand dynamisme par le nombre d’ouvrages édités à l’extérieur ou par des maisons d’édition installées dans le pays ; la liberté d’expression admise par le nouveau régime stimule un esprit plus critique même dynamisme dans l’industrie du spectacle, de la musique en particulier, avec l’émergence d’un grand nombre d’artistes, de producteurs, de diffuseurs et managers qui, malgré de nombreuses difficultés, parviennent pourtant à s’implanter sur un marché national de la culture en voie de constitution, plus rarement sur les marchés sous-régionaux et internationaux. Les domaines considérés comme peu « rentables », par exemple la conservation et la valorisation du patrimoine matériel et immatériel des communautés. Quelques entrepreneurs privés étrangers ou guinéens expatriés commencent à jouer un rôle d’impulsion important, qui a contribué soit à la renaissance culturelle de certains artistes des périodes précédentes (Bembeya Jazz, Ballets Africains, Mory Kanté, Momo Wandel, Mamadi Keita Djembefola, Sékouba Bambino etc.), soit à l’émergence d’une nouvelle génération d’artiste (théâtre moderne, acrobates, humoristes, musique urbaine, etc.). Avec la diminution drastique des subventions de l’État, l’essentiel des appuis vient de la coopération culturelle internationale, principalement de la France et de la Francophonie, de l’Union Européenne, de l’UNESCO et du Canada.

## Peuples, langues, cultures

### Langues
- Langues en Guinée, Langues de Guinée
- Groupes ethniques en Guinée

La langue officielle de la République de Guinée est le français. Il s'agit de la langue de l'État et des institutions officielles.
Après le régime de Ahmed Sékou Touré, le français est redevenu la langue unique d'enseignement à l'école.
La langue française est une langue en forte expansion en Guinée d'après les derniers rapports.
En 2002, le nombre de locuteurs de langue maternelle française était estimé à 2 % de la population totale.
D'après les autorités guinéennes, une nouvelle estimation de 2007 revoit ce chiffre fortement à la hausse par rapport à celle de 2002 : le nombre de francophones atteindrait 21,1 % et le nombre de francophones partiels 42,1 %. L'ensemble cumulé représente 6 millions de personnes, soit 63,2 % de la population totale ayant une maîtrise partielle ou complète de cette langue. L'arabe est fortement utilisé pour des besoins religieux. L'anglais est présent dans les régions frontalières avec le Liberia et la Sierra Leone, et est une langue universitaire et commerciale.
Les trois principales langues d'origine africaine sont (d'après Diallo, 2004) :
- le poular ou peul écrit en ADLAM, parlé majoritairement en Moyenne-Guinée, soit plus de 35 % de la population guinéenne, possède de nombreux locuteurs dans les autres régions;
- le malinké écrit en N'KO, parlé majoritairement en Haute-Guinée, soit environ 35 % de la population guinéenne, possède de nombreux locuteurs dans les autres régions;
- le kissi, le koniaké (la version malinké de la Région de N'zérékoré), le Kono, le Kpelle ou guerzé, le Kouranko et Lélé  (la version malinké de Kissidougou et Guékédou), le Mano et le Toma sont parlés en Guinée forestière, possèdent de nombreux locuteurs dans les autres régions..
- le soussou, parlé majoritairement en Basse-Guinée est la langue dominante de la capitale Conakry, possède de nombreux locuteurs dans les autres régions.

Mais on rencontre également des locuteurs dans d'autres langues qui sont :
- le bassari en Moyenne-Guinée
- le diakhanké en Basse-Guinée
- le  jalonké en Moyenne-Guinée (Fouta-Djalon)
- le kpèllé (ou guerzé) en Guinée forestière
- le kissi en Guinée forestière
- le koniake en Guinée forestière
- le kono en Guinée forestière.
- le lélé en Guinée forestière
- le landouma
- le toma (ou loma) en Guinée forestière
- le manon  en Guinée forestière
- le miguifore
- le nalu en Guinée Maritime)
- le sarakolé (ou soninké)

La Guinée est membre de l'Organisation internationale de la francophonie.
De plus, les villes de Gueckédou, Kindia, Mamou, Conakry, Kankan, Labé et Télimélé sont membres de l'Association internationale des maires francophones,.

## Traditions

### Religion(s)

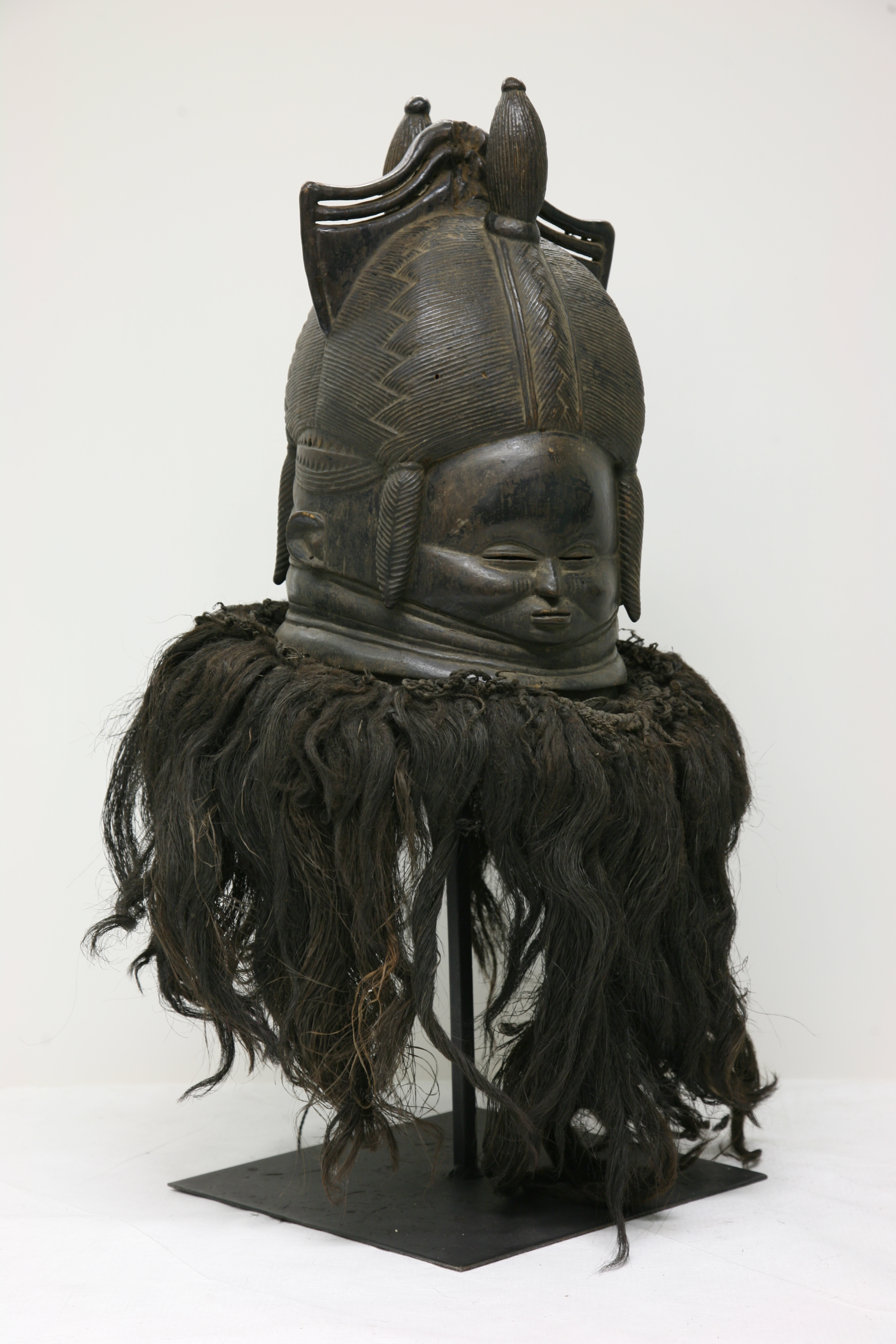
Masque Sande (1940-1965).

- Religions traditionnelles africaines, Animisme, Fétichisme, Esprit tutélaire, Mythologies africaines
- Religion en Afrique, Christianisme en Afrique, Islam en Afrique
- Islam radical en Afrique noire
- Anthropologie religieuse
- Islam en Guinée (85-93 % Sunnite), Chiisme
- Religions minoritaires
  - Christianisme (5-7 %)
    - Église catholique en Guinée (3 %)
    - Méthodisme, Évangélisme, Baptisme, Luthéranisme, Témoins de Jéhovah, Anglicanisme, Adventisme…

  - Foi baha'ie en Guinée
  - Hindouisme en Guinée
  - Bouddhisme en Guinée…
- Religions traditionnelles (>3 %)
  - Société Sande et autres sociétés à initiation

### Symboles
- Armoiries de la Guinée
- Drapeau de la Guinée
- Hymne national : Liberté
- Devise nationale : Travail - Justice -Solidarité
- Héros nationaux : Samory Touré, Alpha Yaya Diallo (roi de Labé), Bocar Biro Barry, Zébéla Togba, Dinah Salifou, Kissi Kaba Keita (tous opposants à la colonisation française), Ahmed Sékou Touré, Lansana Conte, Elhadj Saifoulaye Diallo.

### Fêtes
- Jours fériés en Guinée
- Fête de la Mare de Baro[5]
- Jour de l'Indépendance (Guinée)

## Vie sociale

### Famille
- Mutilations génitales féminines
- Polygamie en Guinée
- Droits LGBT en Guinée
- Prostitution en Guinée (en)
- Militantes guinéennes : Makèmè Konaté

#### Noms
- Nom de famille, Nom personnel

### Société
- Palabre, Arbre à palabres
- Poro (rituel) et société initiatique Mande, au Liberia, en Côte d'Ivoire, en Guinée et en Sierra Leone
- Société Sande, société initiatique, masques, excision,
- Diaspora guinéenne : Émigrants, Émigrés, Expatriés, Exilés
- Immigrants en Guinée, Expatriés en Guinée

### Éducation
- Éducation en Guinée
- Liste d'établissements universitaires en Guinée (en)

### Divers
- Droit en Guinée
- Criminalité en Guinée
- Trafics humains en Guinée (en)
- Droits de l'homme en Guinée
- Rapport Guinée 2016-2017 d'Amnesty International

### État
- Histoire de la Guinée
- Politique en Guinée
- Liste de conflits en Guinée
  - Massacre du 28 septembre 2009
  - Massacre de Womey (2014)
- Liste de guerres impliquant la Guinée

## Arts de la table
- Cuisine guinéenne
- Cuisine africaine
- Cuisine ouest-africaine, Mafé, Foufou…
- Cuisine burkinabé, cuisine ivoirienne, cuisine malienne, cuisine sénégalaise

## Santé
- Santé en Guinée
- Épidémie de choléra en Sierra Leone en 2012 (en)
- Épidémie de maladie à virus Ebola en Afrique de l'Ouest, Ebola en Guinée (en)

### Activités non lucratives populaires
- Divertissement en Guinée
- Jeux
- Football, Basketball, Volley-Ball
- Plongée, pêche,
- Athlétisme

### Sports
- Sport de Guinée (en), Rubriques sportives de Guinée, Sport en Guinée
- Sportifs guinéens, Sportives guinéennes
- Catégorie:Événement sportif en Guinée
- Guinée aux Jeux olympiques
- Jeux paralympiques, Guinée aux Jeux paralympiques
- Catégorie:Handisport en Guinée
- Jeux africains ou Jeux panafricains, depuis 1965, tous les 4 ans (...2011-2015-2019...)
- Records de Guinée d'athlétisme

#### Arts martiaux
- Liste des luttes traditionnelles africaines par pays

## Médias
- Télécommunications en Guinée dont radio, télévision, téléphone, internet
- Journalistes guinéens
- Institut des Sciences de l'information et de la communication (ISIC, Manéah, 2005) : en 2017-2018, 48 enseignants-chercheurs et 632 étudiants, sur 4 ans.

En 2016, le classement mondial sur la liberté de la presse établi chaque année par Reporters sans frontières situe la Guinée au 108e rang sur 180 pays. L'exercice du métier de journalisme y a subi le contrecoup de l'épidémie de maladie à virus Ebola en Afrique de l'Ouest. Depuis, les médias sont périodiquement censurés sous divers prétextes administratifs ou juridique.

### Presse écrite
- Presse écrite en Guinée

### Radio
RTG (radio télévision guinéenne) est une société publique de production et diffusion de programmes diffusés à la radio et à la télévision en République de Guinée.

### Internet (.gn)
- Internet[8]

## Littérature
- Écrivains guinéens
- Conteurs guinéens
- Liste d'écrivains guinéens
- dont Camara Laye (1928-1980), Djibril Tamsir Niane (1932-2021), Williams Sassine (1944-1997), Tierno Monénembo (1947-),
- Œuvres littéraires se déroulant en Guinée
- Éditions Ganndal (1992)

### Sites
- Encyclopédie des littératures en langues africaines (ELLAF), site ellaf.huma-num.fr
- Site Soumbala.com, Portail francophone du livre africain
- Virginie Coulon, Bibliographie francophone de littérature africaine, EDICEF/AUPELF, 1994

## Artisanat

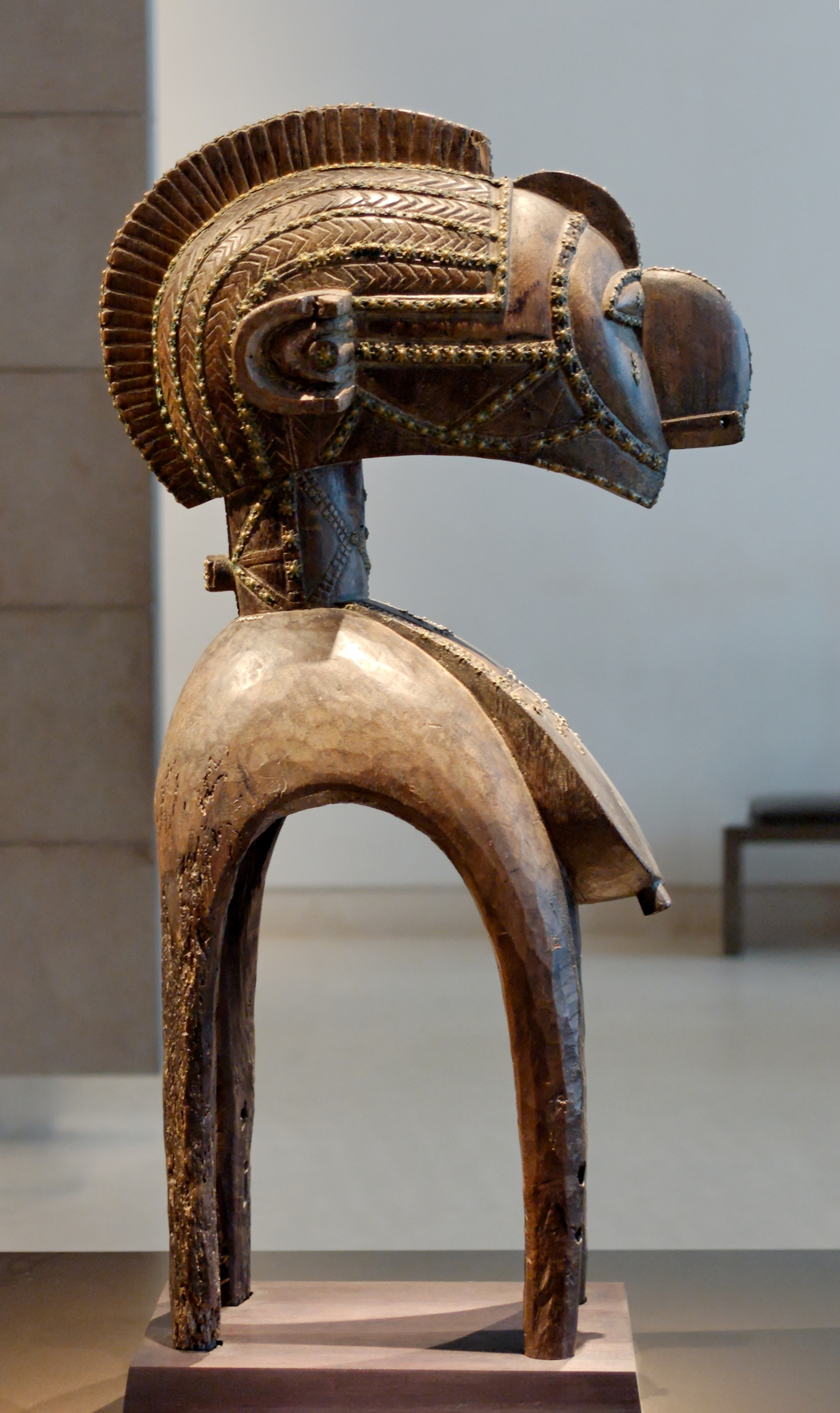
Masque d'épaule nimba, représentant un esprit de la fertilité

- Arts appliqués, Arts décoratifs, Arts mineurs, Artisanat d'art, Artisan(s), Trésor humain vivant, Maître d'art

### Arts graphiques
- Calligraphie, Enluminure, Gravure, Origami
- Liste de sites d'art rupestre en Afrique, Art rupestre

### Textiles
- Art textile, Arts textiles, Fibre, Fibre textile, Design textile
- Mode, Costume, Vêtement, Confection de vêtement, Stylisme
- Technique de transformation textile, Tissage, Broderie, Couture, Tricot, Dentelle, Tapisserie,
- Costume traditionnel en Guinée

### Cuir
- Maroquinerie, Cordonnerie, Fourrure

### Papier
- Papier, Imprimerie, Techniques papetières et graphiques, Enluminure, Graphisme, Arts graphiques, Design numérique

### Bois
- Travail du bois, Boiserie, Menuiserie, Ébénisterie, Marqueterie, Gravure sur bois, Sculpture sur bois, Ameublement, Lutherie

### Métal
- Métal, Sept métaux, Ferronnerie, Armurerie, Fonderie, Dinanderie, Dorure, Chalcographie

### Poterie, céramique, faïence
- Mosaïque, Poterie, Céramique, Terre cuite
- Céramique d'Afrique subsaharienne

### Verrerie d'art
- Art verrier, Verre, Vitrail, Miroiterie

### Joaillerie, bijouterie, orfèvrerie
- Lapidaire, Bijouterie, Horlogerie, Joaillerie, Orfèvrerie

### Espace
- Architecture intérieure, Décoration, Éclairage, Scénographie, Marbrerie, Mosaïque
- Jardin, Paysagisme

## Arts visuels
- Art africain traditionnel, Art contemporain africain
- Liste de sites pétroglyphiques en Afrique, Art rupestre
- Architecture, architectures traditionnelles, architectures modernes
- Peinture
- Sculpture
- Photographie

La sculpture sur bois, ancienne ou récente, particulièrement baga, est relativement bien connue,,,,,,.
La peinture est remarquée, pour Ibrahima Keïta, Jean Louis Mantaud, Baba Djogo Barry, Ibrahim Thiam, Bangoura Aboubacar Demba Papus…

## Arts du spectacle

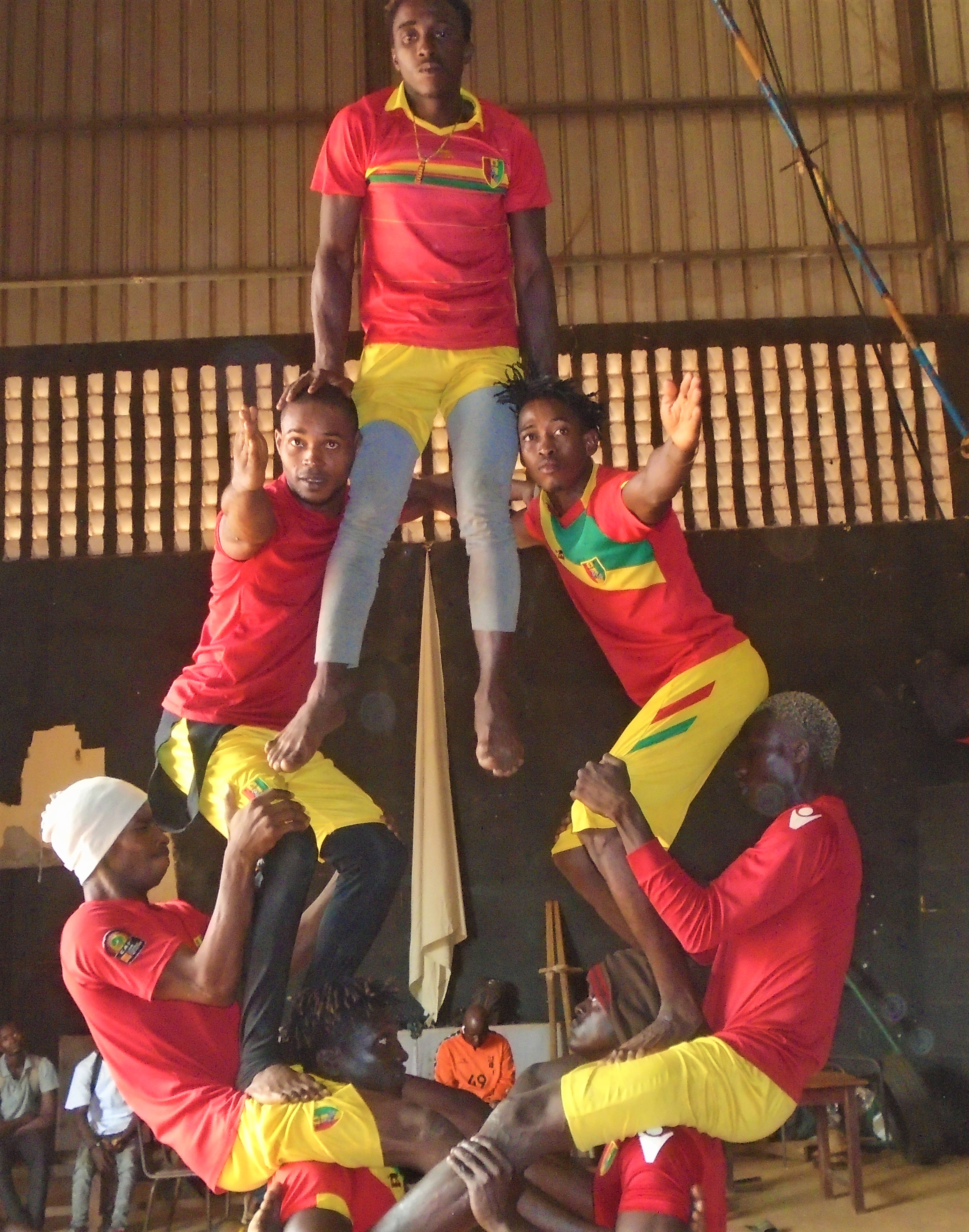
Acrobates du cirque Tinafan.

- Spectacle vivant, Performance, Art sonore

### Musique(s)
- Catégorie:Musique par pays, Musique improvisée, Improvisation musicale
- Musique guinéenne
- Master drummer (en), dont Famoudou Konaté, Mamady Keïta, Bolokada Condé…
- Momo Wandel Soumah (1926-2003)
- Groupes de musique guinéens
- Chanteurs guinéens, dont Saïfond Baldé[19],[20]
- Kouyaté Sory Kandia, le rossignol des savanes
- M'Bady Kouyaté, joueur de kora
- Fodé Baro
- Instruments :
  - Sosso Bala, le balafon originel
  - Kora, Dum dum
  - Tambin, flûte peule
- Récompenses : Djembé d'or

### Danse(s)
- Musiques, danses et chants traditionnels
- Musiques et danses contemporaines
- Danseurs guinéens
- Chorégraphes guinéens
- Troupes
  - Les Ballets africains (depuis 1950)
  - Ballet national de Guinée
  - Ballet National Djoliba[21]
- Danses rituelles
  - Dunumba, danse des hommes forts,
  - Mandiani[22], danse de rite de passage, féminine,
  - Fête Annuelle de la Danse Soli à Kindia, danse de rite de passage, masculine,
  - Kakilembe, cérémonie d'invocation sacrée[23],[24]
- Personnages
  - Fodéba Keïta, Jeanne Macauley[25], Hamidou Bangoura, Mohamed Kouyaté[26].

### Théâtre
- Improvisation théâtrale, Jeu narratif
- Fodéba Keïta (1921-1969), Condetto Nénékhaly-Camara (1930-1972)
- Théâtre de rue[27]
- Théâtre peul, malinke…

### Autres: marionnettes, mime, pantomime, prestidigitation
- Arts de la rue, Arts forains, Cirque,Théâtre de rue, Spectacle de rue,
- Marionnette, Arts pluridisciplinaires, Performance (art)…
- Arts de la marionnette en Guinée sur le site de l'Union internationale de la marionnette

### Cinéma
- Liste des films guinéens (en)
- Films se déroulant en Guinée
- Réalisateurs : David Achkar, Cheik Doukouré, Cheick Fantamady Camara, Gahité Fofana, Mama Keïta, Mohamed Camara

### Autres
- Vidéo, Jeu vidéo, Art numérique, Art interactif
- Réseau africain des promoteurs et entrepreneurs culturels (RAPEC), ONG
- Société africaine de culture, association (SAC, 1956), devenue Communauté africaine de culture (CAC)
- Congrès des écrivains et artistes noirs (1956)
- Festival mondial des arts nègres (1966, 2010)
- Confréries de chasseurs en Afrique

## Tourisme
- Tourisme en Guinée
- Attractions touristiques en Guinée

Le programme Mémoire du monde (UNESCO, 1992) n'a rien inscrit pour ce pays dans son registre international Mémoire du monde (au 15/01/2016).

## Patrimoine

### Musées et autres institutions
- Musée de Boké, à Boké
- Musée national de Sandervalia, à Conakry
- Musée du Camp Soundiata Keita à Kankan
- Musée du Fouta Djallon à Labé

### Liste du Patrimoine mondial
Le programme Patrimoine mondial (UNESCO, 1971) a inscrit dans sa liste du Patrimoine mondial (au 12/01/2016) : Liste du patrimoine mondial en Guinée.

### Liste représentative du patrimoine culturel immatériel de l’humanité
Le programme Patrimoine culturel immatériel (UNESCO, 2003) a inscrit dans sa liste représentative du patrimoine culturel immatériel de l’humanité (au 15/01/2016) :
- 2008 : L’espace culturel du Sosso-Bala (balafon sacré historique)[28]

### Discographie
- Guinée : musiques des Kpelle : chants polyphoniques, trompes et percussions, Maison des Cultures du Monde, Paris ; Auvidis, Antony, 1998
- Guinée : percussions et chants Malinké, Buda musique, Paris ; Universal, 1998
- Guinée : percussions et chants Baga, Buda musique, Paris ; Universal, date?
- Guinée : concert de percussions, Buda musique, Paris ; Universal, 2001
- Griots de Guinée : Balante, Bambara, Malinké, Peul (collec. Charles Duvelle), Universal, Antony, 2004
- Guinée : flûte peule du Fouta Djallon, Buda musique, Paris ; distrib. Universal, 2006

### Filmographie
- Aoutara, jeunes filles baga, film documentaire de Laurent Chevallier, ADAV/Les films d'ici, Paris, 1996, 52 min (VHS)
- Mögöbalu : les maîtres des tambours d'Afrique, film documentaire de Laurent Chevallier, ADAV, Les films d'ici, Paris, 1998, 59 min (VHS)
- Le Sosso Bala Manding, film documentaire de Patrick Deval, 1999, 13 min (DVD)
- On-Yaramá, documentaire du Groupe Yaramá sur les chants et danses en Afrique occidentale, en particulier au Sénégal et en Guinée, Espagne, 2008.